# تانگ دشانگ
تانگ دشانگ (انگلیسی: Tang Deshang؛ زادهٔ ۲ آوریل ۱۹۹۱) وزنه‌بردار اهل چین است.